# المجلس الثقافي العالمي
المجلس الثقافي العالمي هو منظمة دولية أهدافها هي تعزيز القيم الثقافية وحسن النية والعمل الخيري بين الأفراد. تأسست في عام 1981 ومقرها في المكسيك، ويتم توزيع الجوائز السنوية منذ عام 1984 وخلال الحفل يتم منح جائزة ألبرت أينشتاين العالمية للعلوم ، والجائزة العالمية خوسيه فاسكونسيلوس للتربية والتعليم للعلماء المتميزين والمعلمين والفنانين الذين ساهموا بشكل إيجابي في الإثراء الثقافي للبشرية. ويضم أعضاء المجلس العديد من الحائزين على جائزة نوبل .

## الأعضاء المؤسسون
يتكون الأعضاء المؤسسون للمجلس الثقافي العالمي من 124 شخصية متميزة في مجالات مثل الفنون، والبيولوجيا، والكيمياء، والفيزياء، والطب، وعلم النفس ، وعلم الأعصاب ، وعلم الفلك وعلوم المحيطات، والفيزياء الفلكية، والأنثروبولوجيا، وعلم الحيوان . بعض هؤلاء الأعضاء يتلقون جوائز بسبب إنجازاتهم البارزة مثل جائزة نوبل، وقلادة العلوم الوطنية ، وسام كوبلي، والميدالية الملكية. بعض المؤسسين هم أيضا أعضاء أجانب أو زملاء في الجمعية الملكية، والجمعية الفيزيائية الأمريكية ، والأكاديمية الملكية السويدية للعلوم.